# Stenanona costaricensis
Stenanona costaricensis R.E.Fr. – gatunek rośliny z rodziny flaszowcowatych (Annonaceae Juss.). Występuje naturalnie w Nikaragui oraz Kostaryce. 

## Morfologia
PokrójZimozielone drzewo dorastające do 6 m wysokości. Młode pędy są owłosione.
LiścieMają kształt od odwrotnie jajowatego do odwrotnie jajowato eliptycznego. Mierzą 9,5–22 cm długości oraz 3,5–8 cm szerokości. Są owłosione od spodu. Nasada liścia jest rozwarta. Blaszka liściowa jest całobrzega o ogoniastym lub spiczastym wierzchołku. Ogonek liściowy jest owłosiony i dorasta do 2–6 mm długości.
KwiatySą pojedyncze, rozwijają się w kątach pędów lub bezpośrednio na pniach i gałęziach (kaulifloria). Działki kielicha mają owalny kształt i dorastają do 12–15 mm długości. Płatki mają owalny kształt i osiągają do 31–62 mm długości. Kwiaty mają 35 pręcików i 2–6 owocolistków.
OwoceJagody o kulistym kształcie, osiągają 25 mm średnicy, nachylone ku sobie, zebrane w owoc zbiorowy.

## Biologia i ekologia
Rośnie w wilgotnych wiecznie zielonych lasach, na terenach nizinnych. Kwitnie od sierpnia do października, natomiast owoce dojrzewają we wrześniu.